# Başkavak
Başkavak ist ein Dorf im Landkreis Savur der türkischen Provinz Mardin. Başkavak liegt etwa 51 km nordöstlich der Provinzhauptstadt Mardin und 5 km nördlich von Savur. Başkavak hatte laut der letzten Volkszählung 2.105 Einwohner (Stand Ende Dezember 2009).